# Tupac Shakur
Tupac Amaru Shakur, również 2Pac i Makaveli (ur. 16 czerwca 1971 w Nowym Jorku jako Lesane Parish Crooks, zm. 13 września 1996 w Las Vegas) – amerykański raper, poeta, aktor i aktywista społeczny. W oficjalnych dokumentach został zapisany jako Lesane Parish Crooks. Dopiero gdy jego matka, Alice Faye Williams (po ślubie Afeni Shakur), poślubiła Lumumbę Abdula Shakura, otrzymał nowe imię Tupac Amaru (zob. Tupac Amaru II). Według Black Entertainment Television był najbardziej wpływowym raperem w historii, natomiast magazyn Rolling Stone umieścił go na 86. miejscu wśród 100 największych artystów wszech czasów.

## Życiorys

### Dzieciństwo
Tupac Shakur już jako dziecko przejawiał talent artystyczny. Matka zapisała go do The 127th Street Ensemble, grupy teatralnej, gdzie jako dwunastolatek zadebiutował na scenie jako Travis w Rising in the Sun (1983). Trzy lata później, w czerwcu 1986 roku, Shakurowie przenieśli się do Baltimore, gdzie młody Tupac zapisał się do Baltimore School for the Performing Arts, rozpoczynając naukę baletu, aktorstwa i poezji. Właśnie w Baltimore Shakur napisał swój pierwszy rapowy tekst i występował pod pseudonimem MC New York.
Nie udało mu się ukończyć tej szkoły. Wraz z resztą rodziny przeprowadził się po raz kolejny (1988), tym razem do Marin City w Kalifornii. W sierpniu 1988 roku jego ojczym Mutulu Shakur został skazany na 60 lat więzienia za udział w napadzie. Rząd Stanów Zjednoczonych utrzymuje, że towarzysze Mutulu ze świata politycznego tworzyli organizację przestępczą. Po skazaniu ojczyma Tupaca jego matka wpadła w uzależnienie narkotykowe. Miała również wiele kryminalnych zatargów. Raper, nie mogąc znieść widoku staczającej się na dno matki, wyprowadził się do opuszczonego domu, gdzie mieszkał wraz z przyjaciółmi.

### Wzrost popularności
Rok 1990 okazał się przełomowy. Bliska przyjaciółka Shakura, Leila Steinberg, poznała go z zespołem Digital Underground. Wkrótce Tupac dołączył do tej grupy i przybrał tam przydomek Rebel of the Underground.
Po roku występowania w grupie muzycznej MC New York postanowił rozpocząć karierę solową. Pod koniec roku 1991 wydał debiutancki album 2Pacalypse Now. Międzyczasie udzielił się gościnnie w filmie Miasto aniołów 2, gdzie zagrał rolę mordercy z getta. W grudniu Tupac złożył pozew w sądzie przeciwko miastu Oakland za pobicie go przez policjantów po zatrzymaniu za „nieostrożne przechodzenie przez jezdnię”. Domagał się od miasta kwoty 10 milionów dolarów, jednak ostatecznie otrzymał 42 000 dolarów odszkodowania.
Na początku roku 1993 ukazał się drugi album – Strictly 4 My N.I.G.G.A.Z. Płyta otrzymała status platynowej, a Tupac otrzymał nominację do nagrody Grammy w kategorii „Najlepszy debiut”. Zagrał również w filmie Poetic Justice – Film o miłości u boku Janet Jackson. Pod koniec roku do sądu trafił pozew pewnej dziewiętnastoletniej kobiety, która oskarżyła Shakura i dwie inne osoby, które przebywały z nim w hotelu, o molestowanie seksualne i gwałt. W 1994 roku na ekrany wszedł kolejny film z jego udziałem – Nad obręczą. W listopadzie tego samego roku miała finał sprawa o gwałt. Shakur został skazany za jeden z trzech postawionych mu zarzutów – nadużycie seksualne (dotykanie pośladków). Dzień przed rozprawą miało miejsce zajście, które odbiło się na jego karierze i życiu. 30 listopada 1994 roku o godzinie 0:20 w studiu nagraniowym Quad Records w Nowym Jorku został pięciokrotnie postrzelony, a następnie obrabowany z biżuterii i pieniędzy o łącznej wartości 40 tys. dolarów. Kilkanaście godzin po operacji wypisał się ze szpitala w obawie o swoje życie. O zlecenie tego zamachu na swoje życie obwinił swoich rywali ze wschodniego wybrzeża – P. Diddy’ego i Notoriousa B.I.G. (co podkreślił w utworze „Hit ’Em Up”). To wydarzenie było początkiem muzycznej wojny pomiędzy wschodnim a zachodnim wybrzeżem Stanów Zjednoczonych.

### Dalsze życie
15 lutego 1995 artysta zaczął odsiadywać wyrok w więzieniu Clinton Correctional Facility w stanie Nowy Jork. W tym czasie miała miejsce premiera kolejnego albumu, Me Against the World, który okazał się jeszcze większym sukcesem niż poprzedni. Po siedmiu miesiącach od premiery płyta otrzymała status podwójnej platyny. Po 11 miesiącach spędzonych w zakładzie karnym, wyszedł na wolność. Przyczynił się do tego Marion „Suge” Knight, który wpłacił kaucję w wysokości 1,4 mln dolarów. W zamian za to Shakur podpisał kontrakt, w którym zobowiązał się do nagrania trzech płyt dla wytwórni Knighta – Death Row Records.
13 lutego 1996 roku (7 miesięcy przed śmiercią) ukazał się album All Eyez on Me, który otrzymał status platynowej płyty w 4 godziny od czasu premiery. Był to pierwszy dwupłytowy album w historii hip-hopu. 27 utworów z płyty zostało nagrane w około 14 dni. Tymczasem Tupac zaręczył się z Kidadą Jones (córką Quincy’ego Jonesa). Wystąpił także w dwóch nowych filmach – Klincz oraz Brudny glina. W maju 1996 ukazał się singel „2 of Amerikaz Most Wanted” ze Snoop Doggiem, a w czerwcu „Hit ’Em Up” – singel, w którym atakuje raperów ze Wschodniego Wybrzeża (Notorious B.I.G., Junior Mafia, P. Diddy, Mobb Deep, Chino XL, Fugees). W międzyczasie ukończył materiał na kolejną płytę, której premiera była przewidziana na październik.

### Śmierć
7 września 1996 r. raper i aktor przybył do hotelu MGM Grand w Las Vegas, aby zobaczyć walkę bokserską między swoim przyjacielem Mikiem Tysonem a Bruce’em Seldonem. Kiedy wraz ze swoją ekipą opuszczał hotel, doszło do pozornie niegroźnego incydentu, w którym główną rolę odegrał członek wrogiego gangu South Side Compton Crips, Orlando „Baby Lane” Anderson. Został on pobity przez świtę Shakura, ponieważ kilka tygodni wcześniej ukradł jednemu z pracowników Death Row Records złoty łańcuch z logo wytwórni.
Kilka godzin później kawalkada luksusowych samochodów, w których znajdowali się członkowie Mob Piru Bloods i pracownicy Death Row Records, zatrzymała się naprzeciwko hotelu Maxim na czerwonym świetle. Prowadził ją, za kierownicą czarnego BMW E38 750iL, Marion „Suge” Knight, obok niego siedział Tupac. Przez przejście dla pieszych z obydwu stron ulicy przechodzili turyści, co nie pozwalało samochodom szybko ruszyć z miejsca. Z prawej strony BMW pojawił się biały Cadillac, z którego oddano 12 strzałów. Pięć z nich raniło Shakura. Dwa z pocisków godziły go w klatkę piersiową, jeden w miednicę, jeden odstrzelił mu część palca wskazującego u prawej ręki, a ostatni ugodził go w ramię.
Zmarł w wieku 25 lat w University Medical Center 13 września, co zostało ogłoszone o godzinie 16:03 czasu miejscowego, na skutek odniesionych ran, sześć dni po strzelaninie.
Według Associated Press, 29 września 2023 roku policja w Las Vegas aresztowała Duane’a „Keffe D” Davisa, który został oskarżony o morderstwo Tupaca z użyciem śmiercionośnej broni.

## Twórczość poetycka
Tupac Shakur oprócz działalności aktorskiej i muzycznej tworzył także wiersze. Ukazał się tomik wierszy Tupaca pt. The Rose that Grew from Concrete, czyli Róża, która wyrosła na betonie.

## Życie osobiste, literatura, poglądy i religia
Tupac był zapalonym czytelnikiem. Inspirował się wieloma pisarzami, takimi jak: William Shakespeare, Niccolò Machiavelli, Donald Goines, Sun Zi, Kurt Vonnegut, Michaił Bakunin, Maya Angelou, Alice Walker i Khalil Gibran. Michael Eric Dyson w swojej książce Holler If You Hear Me: Searching for Tupac Shakur opisał jak podczas wizyty w domu przyjaciółki i promotorki Tupaca, Leili Steinberg, odnalazł „morze książek”, które należały kiedyś do rapera.
Shakur nigdy nie wspominał o przynależności do konkretnej religii, ale teksty jego utworów (np. Only God Can Judge Me) i wierszy (np. The Rose That Grew from Concrete) sugerują, że wierzył w Boga. Oznacza to, że można go uznać za teistę. Wierzył, że uczynione dobro i zło wobec innych wraca do człowieka. W wywiadach przyznał, że codziennie się modli. Wierzył, że człowiek, który idzie do nieba, śpi spokojnie bez koszmarów. Na plecach posiadał wytatuowany krzyż oraz od czasu do czasu nosił naszyjnik z krzyżem. Shakur politycznie związany był z Ligą Młodzieży Komunistycznej USA w Baltimore, w młodości spotykał się z córką lidera miejscowej Komunistycznej Partii USA.

## Dyskografia
Albumy studyjne wydane za życia
- 2Pacalypse Now (1991)
- Strictly 4 My N.I.G.G.A.Z. (1993)
- Me Against the World (1995)
- All Eyez on Me (1996)

Albumy studyjne wydane pośmiertnie
- The Don Killuminati: The 7 Day Theory (1996) (jako Makaveli)
- R U Still Down? (Remember Me) (1997)
- Until the End of Time (2001)
- Better Dayz (2002)
- Loyal to the Game (2004)
- Pac’s Life (2006)

### Kompilacje
- Greatest Hits (1998)
- The Lost Tapes (2000)
- The Rose That Grew From Concrete (2000)
- The Prophet: The Best of the Works (2003)
- Nu-Mixx Klazzics (2003)
- Tupac: Resurrection (2003)
- 2Pac Live (2004)
- The Rose, Vol. 2 (2005)
- Live at the House of Blues (2005)
- The Prophet Returns (2005)
- Nu-Mixx Klazzics Vol. 2 (2007)
- Best of 2Pac, Part 1: Thug (2007)
- Best of 2Pac, Part 2: Life (2007)

### Wspólnie z innymi artystami
- Thug Life: Volume 1 (z Thug Life) (1994)
- Still I Rise (z Outlawz) (1999)

## Filmografia
Filmy
| Rok  | Tytuł                           | Rola                     | Uwagi      |
| ---- | ------------------------------- | ------------------------ | ---------- |
| 1991 | Same kłopoty                    | On sam                   | Rola cameo |
| 1992 | Miasto aniołów 2                | Bishop                   |            |
| 1993 | Poetic Justice – Film o miłości | Lucky                    |            |
| 1994 | Nad obręczą                     | Birdie                   |            |
| 1996 | Bullet                          | Tank                     |            |
| 1997 | Klincz                          | Ezekiel „Spoon” Whitmore |            |
| 1997 | Brudny glina                    | Detektyw Jake Rodríguez  |            |

Dokumenty
| Rok  | Tytuł                                       | Uwagi                                                                                                   |
| ---- | ------------------------------------------- | --- |
| 1997 | 2pac : Nieśmiertelny bandyta                | |
| 1997 | Tupac Shakur: Words Never Die               | |
| 1997 | Rhyme & Reason                              | Film dokumentalny o przyczynach popularności kultury hip-hop                                            |
| 2001 | Tupac Shakur: Before I Wake...              | |
| 2001 | Welcome To Death Row                        | |
| 2002 | Biggie & Tupac                              | Film dokumentalny na temat okoliczności śmierci Shakura i Wallace’a                                     |
| 2002 | Anioł Bandyta: Życie wyrzutka               | |
| 2002 | Tha Westside                                | |
| 2003 | 2Pac 4 Ever                                 | |
| 2003 | Tupac: Zmartwychwstanie                     | Oficjalny dokument                                                                                      |
| 2003 | Beef                                        | Film dokumentalny na temat beefów w hip-hopie                                                           |
| 2004 | Tupac vs.                                   | |
| 2004 | Tupac: The Hip Hop Genius                   | |
| 2006 | So Many Years, So Many Tears                | |
| 2007 | Tupac Assassination: Conspiracy or Revenge? | |
| 2009 | Tupac Assassination II: Reckoning           | |
| 2017 | All Eyez on Me                              | Fabularny film biograficzny o Tupacu, w reżyserii Benny’ego Brooma. Główną rolę zagrał Demetrius Shipp. |